# Conveni de Narbona
El conveni de Narbona és el nom amb què es coneix històricament la crida que es va fer des de la ciutat de Narbona, per part dels participants al Concili de Constança el 13 de desembre de 1415, als eclesiàstics que eren fidels a Benet XIII d'Avinyó. En aquesta crida se'ls prometia convocar un concili representatiu per deposar aquest Papa (donada la seva negativa a abdicar) i elegir un nou pontífex. La causa de la iniciativa foren els indicis que el rei Ferran I de Catalunya i Aragó es preparava per separar-se del bàndol de Benet XIII. L'acord va ser ratificat el 4 de febrer de 1416.